# Nenad Polimac
Nenad Polimac (Zagreb, 20. rujna 1949.) je hrvatski novinar i filmski kritičar. Suosnivač je Globusa, Nacionala, te časopisa Film. Posljednjih godina redovito objavljuje kritike i prikaze u izdanjima EPH, gdje je bio i glavni urednik Globusa.
O filmu piše od 1972., profilirajući se izrazito žanrovski: među prvim je domaćim zagovornicima špageti westerna i o kung fuu. Osobito ga zanimaju hollywoodski film tridesetih, četrdesetih i pedesetih godina, sve vrste žanrovskog filma, istočnoeuropske i azijske kinematografije, te hollywoodski i japanski animirani film (Pixar i Hayao Miyazaki).
S kritičarima istomišljenicima osnovao je 1975. časopis Film, koji je forsirao revalorizaciju hrvatske kinematografije (zahvaljujući napisima u časopisu, Koncert Branka Belana otet je zaboravu, a Tomislav Gotovac priznat kao veliki autor svjetskog eksperimentalnog filma) i modernije poimanje tendencija u svjetskom filmu. Njegova negativna kritika politički podobne i odasvud hvaljene Okupacije u 26 slika izazvala je veliki skandal i presudila da časopisu potkraj sedamdesetih ukinu dotacije, te je prestao izlaziti 1979.
Na prijelazu sedamdesetih u osamdesete uredio je monografije o Živojinu Pavloviću, kontroverznom autoru proskribiranog srpskog „crnog vala“, te o Branku Baueru, ponovno otkrivajući njegov opus.
Od 1978. do 1984. bio je dio tima filmske redakcije Televizije Zagreb, poznat po vrlo popularnoj emisiji 3-2-1 kreni.  Kasnije je s Vladimirom Tomićem bio autor također uspješnih emisija Moderna vremena i Vrtoglavica. U drugoj polovici osamdesetih radio je kao savjetnik za repertoar u zagrebačkim Kinematografima.
Polimac i Jurica Pavičić bili su jedini hrvatski filmski kritičari pozvani sudjelovati u anketi o najboljim filmovima svih vremena koju je organizirao Sight & Sound u nakladi Britanskoga filmskog instituta.